# 安娜女王村
07°15′48″N 58°28′50″W / 7.26333°N 58.48056°W
安娜女王村（英語：Anna Regina）是圭亞那的城鎮，也是波默倫-蘇佩納姆區的首府，位於該國北部埃塞奎博河河口附近的大西洋沿岸，鎮上有市集、社區中心和中學，2002年人口12,448。